# Altes Kloster (Buxtehude)

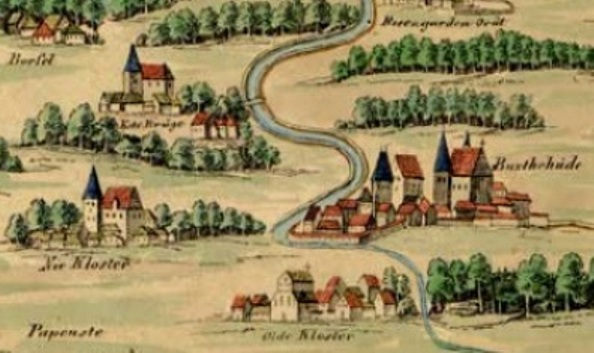
Buxtehude und das Olde Kloster auf Melchior Lorcks Elbkarte von 1568

Das Alte Kloster oder Olde Kloster war ein Benediktinerinnenkloster im nach ihm benannten Stadtteil Altkloster von Buxtehude. Es bestand von 1197 bis 1650. Von den Gebäuden ist nichts erhalten. Die Grundmauern eines Teils der Konventsgebäude wurden 1982 freigelegt und konserviert.

## Geschichte

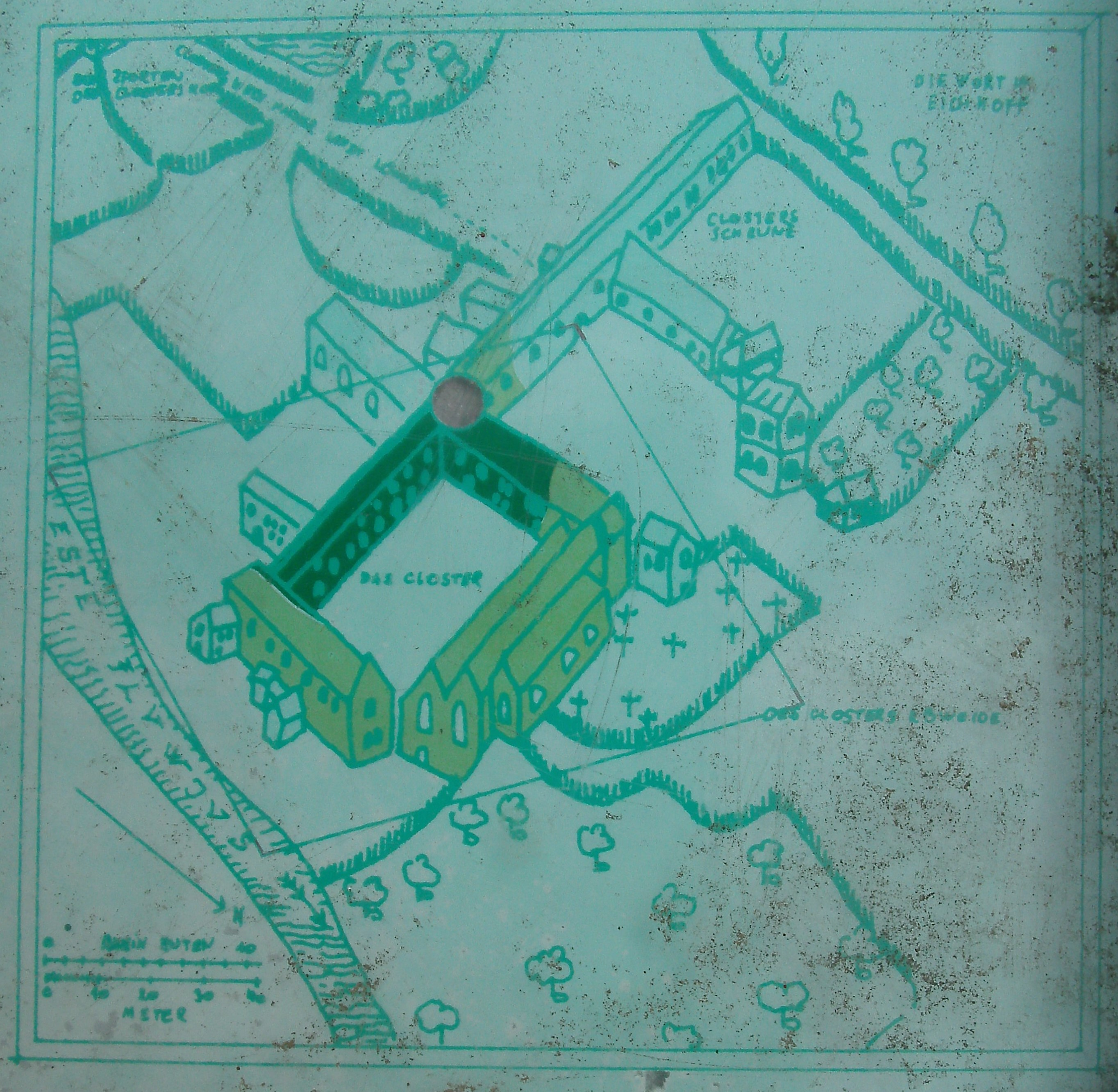
Plan des Alten Klosters, Blick von Nordosten (dunkelgrün: Lage der 1982 freigelegten Grundmauern; rot: Aussichtspunkt; hellgrün: nicht erhaltene Gebäude).

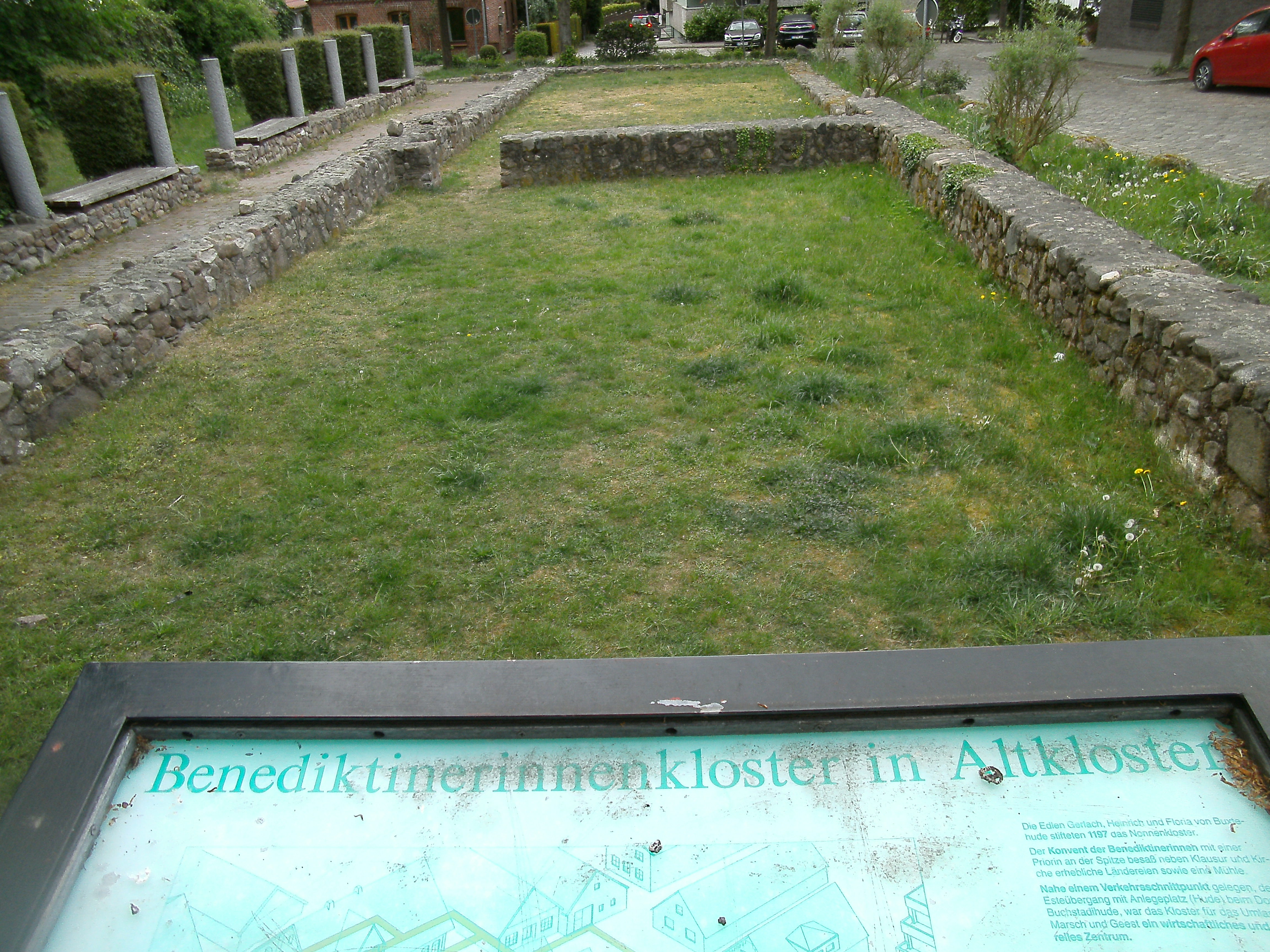
Aussicht von Westen auf den Klosterhof (ehemalige Ofenanlage, Küche und Refektorium, li. Kreuzgang, re. historische Straßenpflasterung)

Die heute Altkloster genannte Siedlung an der Este ist 959 als Buochstadon („Buchenstätte“), 1135 als Buchstadihude („Bootsanleger der Buchenstätte“) urkundlich erwähnt, woraus der Name Buxtehude entstand.
In Buochstadon stiftete der örtliche Edelherr Heinrich mit seiner Frau Floria und seinem Halbbruder Gerlach, die keine männlichen Erben hatten, 1197 das Benediktinerinnenkloster mit dem Patrozinium St. Maria und St. Laurentius. Bischof Rudolf von Verden bestätigte die Stiftung, wobei er sich das Patronat und die Vogtei über das Kloster vorbehielt.
Die Stifter übertrugen dem Kloster ihre Eigenkirche sowie umfangreiche Güter und Rechte. Als Bischof Giselbert von Bremen 1285 nördlich des alten Dorfs die befestigte Neustadt großenteils auf Klosterland gründete, wurden die Benediktinerinnen entschädigt. Etwa gleichzeitig wurde das 1274 in Neuenkirchen gegründete Benediktinerinnenkloster St. Maria und St. Johannes Evangelist ins benachbarte Bredenbeck verlegt; seitdem nannte man die Neustadt Buxtehude, die beiden Klosterdörfer Altkloster und Neukloster.
Das Alte Kloster gehörte im Elbe-Weser-Raum während des gesamten Spätmittelalters zu den Zentren religiösen Lebens. Im 14. und 15. Jahrhundert war es ein kulturelles und wirtschaftliches Zentrum der Stadt und der Region. Im Dezember 1499 wurde es nach einer Belagerung Buxtehudes durch die Schwarze Garde von Bürgern der Stadt geplündert und in Brand gesteckt, jedoch in nur einem halben Jahr wiederhergestellt. Zu dieser Zeit umfasste der Konvent 67 Nonnen, Novizinnen und Laienschwestern.
Als das Erzstift Bremen um die Mitte des 16. Jahrhunderts zur lutherischen Reformation überging, hielt das Alte Kloster am katholischen Glauben fest. Der päpstliche Beauftragte für die nordischen Missionen Martin Stricker machte während seines 40-jährigen Wirkens mehrfach hier Station und wurde nach seinem Tod 1649 in der Klosterkirche beigesetzt.
Zu diesem Zeitpunkt war das Erzstift Bremen als Folge des Dreißigjährigen Kriegs bereits schwedisch. Neuaufnahmen im Kloster wurden untersagt, die verbliebenen Nonnen wurden jedoch auf Lebenszeit aus den Klostereinkünften versorgt. Die letzte Konventualin starb 1700. Bis 1769 wurden Konventsgebäude und Kirche vollständig abgetragen.
Die Susanna-Haunschütz-Straße in Altkloster wurde nach der letzten Nonne des Alten Klosters benannt.

## Klosterhof
Die Ruinen des Alten Klosters befinden sich im historischen Kern des Buxtehuder Stadtteils Altkloster an der Straße Klosterhof. Er ist der Ort mit der ältesten Siedlungstradition im Buxtehuder Stadtgebiet und steht samt der ihn einfassenden Grünfläche und den anliegenden Straßen mit historischer Pflasterung unter Denkmalschutz.